# Stanisław Kajetan Stawiski
Stanisław Kajetan Stawiski herbu Gozdawa – sędzia ziemski sieradzki w latach 1786–1794, podsędek sieradzki w latach 1779–1786, wojski większy szadkowski w latach 1770–1779, miecznik szadkowski w latach 1765–1770.
Mecenas Trybunału Głównego Koronnego w Piotrkowie w 1765 roku. Będąc posłem województwa sieradzkiego na sejm 1780 roku został wybrany sędzią sejmowym.